# Mike Francis
Mike Francis, pseudonimo di Francesco Puccioni (Firenze, 26 aprile 1961 – Roma, 30 gennaio 2009), è stato un cantautore e compositore italiano.

## Biografia
Francesco Puccioni, in arte Mike Francis, ha venduto più di 8 milioni di copie nel mondo durante la sua carriera come solista e come membro dei Mystic Diversions. Ha tenuto a battesimo, tra le sue coriste, anche Rossana Casale e Giorgia.
Nasce a Firenze, ma musicalmente si forma a Roma, dove incomincia a suonare il pianoforte e la chitarra all'età di 14 anni. Lì frequenta una scuola superiore statunitense, ottenendo un'ottima conoscenza della lingua inglese. Contemporaneamente studia da autodidatta composizione e arrangiamento.
Cugino della cantautrice Grazia Di Michele e della giornalista televisiva RAI Danila Bonito, dopo diverse esperienze in vari disco-club della Capitale nel 1981 ha la prima esperienza discografica con Al Festa e Claudio Giusti, con cui forma il project group "Metropole" interpretando Miss Manhattan (con il testo di Enrica Bonaccorti), un brano dance a tinte soul, jazz e funk da lui co-prodotto, che ottiene un certo successo in discoteca e viene stampato anche in Canada dalla PBI-Records. La pubblicazione sia del singolo sia del Disco Mix, un 12 pollici dance con ispirazioni black, lo fa notare nel mondo delle discoteche più raffinate.
L'anno successivo l'etichetta Best Record del disc-jockey Claudio Casalini pubblica Love Has Found You, che rappresenta l'esordio discografico come Mike Francis, nome d'arte che da allora accompagna il musicista. Il brano, pubblicato solo su 12 pollici, ha una ridotta distribuzione, tuttavia viene molto diffuso per radio e suonato in discoteca.
Incomincia la collaborazione dell'artista con i fratelli Pietro e Paolo Micioni, giovani, ma già esperti dj-producers (Paolo ha dalla sua parte l'esperienza con gli Easy Going, ed entrambi hanno creato il progetto Traks, disco d'oro in Francia con il remake di Long Train Running).
Nel 1984 i fratelli Micioni pubblicano Survivor, uno dei più grandi successi di Mike Francis, grazie anche alla promozione dell'emittente romana Radio Dimensione Suono (esiste anche un'incisione jingle dove in una strofa viene nominata la stessa radio). Il brano diventa molto popolare e raggiunge la quinta posizione della Hit Parade. Arrangiato da Bob Masala insieme a Mike e suonato da Bob Masala. Proposto anche nel programma Super classifica show delle reti Mediaset, il video live, viene trasmesso dal canale Videomusic TV, ed eseguito anche nelle rassegne canore Mediaset Festivalbar e Azzurro.
Sempre nel 1984 Mike Francis affida alla cantante statunitense Amii Stewart il suo pezzo Friends, che raggiunge il primo posto dei singoli (e il quattordicesimo più venduto dell'anno), ottenendo un notevole successo anche all'estero. Anche il Disco Mix 12" del brano in questione si rivela un grande successo, pubblicato nella "full length version" della durata di circa 8 minuti.
Sull'onda del successo ottenuto, viene pubblicato il suo primo album Let's Not Talk About It, che oltre a Survivor e a una nuova incisione di Night Time Lady (già lato B del suo primo singolo) contiene altri otto brani. Presentato in un concerto al Teatro Olimpico di Roma, prima esibizione in pubblico dell'artista, l'album raggiunge la quindicesima posizione nella classifica italiana.
Nell'autunno del 1984, avvalendosi della collaborazione di Rossana Casale, esce il singolo Let Me In (eseguito anche in alcune trasmissioni Rai tra cui Domenica in...), brano ancor più romantico rispetto ai precedenti, ma realizzato con un arrangiamento completamente elettronico. La canzone raggiunge un buon risultato anche nella versione 12 pollici (pubblicata in versione extended) con incluso remix del dj Marco Trani.
Nel 1985 Mike Francis effettua una tournée in Italia e pubblica il suo nuovo singolo in coppia con Amii Stewart, dal titolo Together, presentato anche nella trasmissione Discoring della Rai. Il singolo ottiene un ottimo successo rientrando nella Top Five. Nello stesso anno esce il secondo album del cantautore, Features (pubblicato in altri paesi dalla Dum Dum Records come Features of Love), da cui viene estratto oltre al brano portante Features of Love, il singolo Iron it Out, pezzo che ottiene un buon successo su 12" nella versione curata dal disc-jockey Mario Tagliaferri. Il brano You Can't get Out of My Heart tratto dall'album (eseguito in una puntata speciale del programma Fantastico della Rai del 31 dicembre per salutare il nuovo anno) è utilizzato in una scena del film "A Me Mi Piace" dove ad interpretarlo è l'attrice Rochelle Redfield. L'album contiene tra i vari brani le covers di Lovely Day di Bill Withers e di I'm not in Love del gruppo 10cc; la canzone Together, già proposta in duetto con Amii Stewart, è presente nell'album in una nuova versione cantata solo da Mike Francis.
Nel 1986 esce il suo terzo album intitolato semplicemente Mike Francis (in altri paesi pubblicato dalla Dum Dum Records come Dreams of a Lifetime), il cui successo è superiore al precedente (l'album contiene un brano in lingua italiana Noi). Nella trasmissione Pronto chi gioca? della Rai è ospite della conduttrice Enrica Bonaccorti (co-autrice del primissimo brano della carriera del cantante), dove esegue The Good and Bad Times e Settle Down. Esegue inoltre alcuni brani nel rotocalco TV L'Orecchiocchio in onda su Rai 3.
L'artista pubblica nel 1987 Songs 1 (edito anche nelle Filippine in CD come "Songs"), la sua prima raccolta di canzoni, in cui tutti i brani vengono arrangiati, suonati e cantati ex novo; una scelta piuttosto inusuale all'epoca. Il disco vende circa 350 000 copie, diventando il più venduto in assoluto della sua carriera, e verrà promosso dalla sua prima tournée nei Palasport. La raccolta contiene l'inedito Suddenly Back to Me pubblicato anche come singolo nel medesimo anno, e proposto nella rassegna canora Azzurro delle reti Mediaset.
Nel 1988 esce il suo quarto album Flashes of Life. Partecipa all'edizione del 1988 della rassegna canora Un Disco per L'estate, ribattezzata Saint Vincent Estate '88, dove esegue anche la cover I'm Easy di Keith Carradine; nel medesimo anno prende parte anche alla rassegna musicale Vota la voce dei canali Mediaset con il brano Dusty Road. Si esibisce in un mini live nella trasmissione D.O.C. della Rai, e nello stesso anno esce il singolo Times Out of Time (non incluso nell'album Flashes of Life) utilizzato nel film Fantozzi va in pensione nella scena in cui il protagonista entra in un night club.
Nel 1989 la canzone Survivor viene rilanciata in lingua spagnola partecipando al Festivalbar dei canali Mediaset, ed il cantautore duetta con la cantante Belen Thomas. Nel medesimo anno viene pubblicato in CD dalla Dum Dum Records, l'album Dance Album Volume One con versioni estese di alcuni dei suoi successi. Vi era il progetto di un secondo volume, ma non fu mai realizzato.
Trasferitosi temporaneamente nelle Filippine, nel 1990 pubblica il suo primo album dal vivo, Live in Manila (contenente tra le altre, l'inedita Say Love e le covers: Let's Get It On di Marvin Gaye e Your Smiling Face di James Taylor.
Nel 1991 esce il suo primo album in italiano dal titolo Mike Francis in italiano che vede la collaborazione di Mogol per i testi. Il disco, realizzato in previsione di una partecipazione al Festival di Sanremo che non si concretizza, ha tuttavia un discreto successo. Viene realizzato un video per il brano Almeno con te. Verrà in seguito pubblicato in versione promo 12" e CD, il brano Se Tu Provi con inclusi remix dello stesso. Nell'estate del 1991 partecipa alla rassegna canora del Cantagiro.
Nel 1992 esce la raccolta Classics con l'inedito I Want You, cover del brano del 1976 di Marvin Gaye. (Nell'album Flashes of Life del 1988, è presente un brano omonimo che non ha nessuna correlazione con la cover di Gaye pubblicata nella raccolta del 1992). Un anno dopo, nel 1993 viene pubblicato nelle Filippine in musicassetta Live at Manila con incluso l'inedito brano Take Me To Heaven.
Tre anni dopo l'ultimo album di inediti, viene pubblicato nel 1994 il suo secondo album in lingua italiana: Francesco innamorato, con i testi di Pasquale Panella. L'album, il sesto della sua carriera, riesce a entrare tra i 30 più venduti della classifica settimanale della rivista Musica e Dischi. Il brano Bellissimi Occhi Chiusi tratto dall'album (editato anche in CD singolo, con inclusi remix), è proposto nel programma Super Classifica Show delle reti Mediaset. Nella trasmissione Tappeto volante del canale TMC, viene proposto il pezzo Ahi Amor (editato anche in CD-promo singolo, contenente anche una versione acustica del brano, e Chi Ama), cover tradotta in italiano del brano Bachata Rosa di Juan Luis guerra; per il brano viene realizzato un video. 
Nel 1995 pubblica l'album A Different Air, scegliendo di inserire la cover (musica) degli Stadio Vai Vai, col titolo On the Edge of The Night (cover solo del testo e sui contenuti dei Living in a Box); è di questi anni, infatti, la collaborazione con gli autori Frank Musker e Richard Darbyshire, quest'ultimo ex leader del gruppo; e la cover (già pubblicata l'anno precedente nell'album Francesco innamorato) di Bachata Rosa di Juan Luis Guerra (solo nella tracks list dell'edizione dell'album distribuito nelle Filippine, al posto On the Edge of The Night), qui col titolo I Love You, Ahi Amor. Tratto dall'album, presenta il brano Understanding nella trasmissione Discoring della Rai. In questo periodo si esibisce a Los Angeles, all'Hollywood Palladium, San Francisco e ancora in Asia orientale. Da queste performance viene tratta la raccolta The Very Best - Live (contenente sostanzialmente le tracce del primo live del 1990, più altre, con l'inedita strumentale Moonlight in Boracay) pubblicata nello stesso anno.
Nel 1998 esce il terzo album in lingua italiana Misteria e la raccolta The Best of. Nello stesso anno Mike fonda il gruppo Mystic Diversions assieme al fratello arrangiatore, compositore e ingegnere del suono Mario Puccioni e al polistrumentista maltese Aidan Zammit. Per questo progetto recupera il proprio nome di battesimo modificato in Francesko. Il gruppo continua a esistere mantenendo in vita il suo ricordo. La title-track Angel Soul dell'album omonimo, cantata dal fratello Mario, è proprio ispirata e dedicata a Mike Francis.
Nel 1999 incide l'album All Rooms with a View, distribuito dalla Sony (alcune tracce contenute nell'album sono una nuova versione in lingua inglese di quelle contenute nel precedente album Misteria del 1998, eseguite in lingua italiana; inoltre l'album contiene nuove versioni delle hits Survivor e Let Me In); esce anche la raccolta "I Grandi Successi - The Best of - Vol.2".
Nel 2000 è la volta della doppia raccolta I Grandi Successi Originali - Flashback (negli anni seguirono altre tre edizioni della Sony Music, una ristampa doppio CD, una seconda come singolo CD, e una terza con tre CD e brani rimasterizzati del 2011).
Nel 2001 partecipa alla trasmissione La Notte Vola, gara musicale tra i brani più famosi degli anni ottanta, nella quale presenta il suo successo del 1984 Survivor ed arriva in semifinale.
Nel 2000 e nel 2004 Mike Francis torna per una serie di concerti nelle Filippine, dove al Palasport Araneta Coliseum di Manila fa il tutto esaurito con 16.000 spettatori.
Nel 2005 pubblica un 12" della cover Josephine (della stessa ne seguiranno altre versioni anche col gruppo Mystic Diversions) di Chris Rea. Nell'autunno dello stesso anno al mitico locale Gilda di Roma, esegue una delle ultime volte live il pezzo Survivor.
Nel 2006 collabora con il gruppo Sunshine People ed esce, prodotto dal duo tedesco Blank & Jones, un EP in CD e in vinile di remix del brano Still The Same.
Nel 2007, dopo alcuni anni di silenzio, durante i quali Mike Francis si dedica all'esperienza dei Mystic Diversions, esce il suo nuovo lavoro Inspired; in questo disco sono riproposte personali interpretazioni di celebri cover molto amate dall'artista (come il brano City Lights di William Pitt), insieme ad alcuni inediti. (L'album contiene il brano Quedate, dove per la prima volta Mike Francis canta in lingua spagnola; di questo brano verranno pubblicati vari remix ad opera del duo Blank & Jones nelle loro compilations della serie Relax). La collaborazione di Mike Francis si caratterizza con i Blank & Jones, anche per diversi remix, come quelli del brano Survivor, inseriti nelle compilations Relax di produzione Blank & Jones. Sempre nello stesso anno durante il corso del 2007, nelle Filippine viene pubblicata in CD la raccolta dei remix dei primi anni di carriera 12 by Twelve, dove è incluso il brano Livin' It Up in versione estesa con il gruppo Bros2.
Nel 2008, in considerazione delle sue doti di cantante e autore, riceve il titolo di "Honorary Doctorate" in scienze musicali dal Grande Senato Accademico di Alta Educazione della The Yorker International University, U.S.A. Nello stesso anno vengono pubblicate in CD, edizioni Japan degli album: Let's Not Talk About It del 1984 e Flashes of Life del 1988, rimasterizzati. Durante gli anni 2000 si esibisce in apparizioni live come quelle con il gruppo Adika Pongo. Inoltre collabora con il gruppo Change nell'album Change Your Mind pubblicato nel 2010, dove duetta nel brano Time for Us (un remix del brano è stato pubblicato nel 2013).
Il 16 gennaio 2009 esce la raccolta The Very Best of Mike Francis (All Was Missing) contenente anche alcuni inediti, pochi giorni prima dalla sua prematura scomparsa. La raccolta contiene tra le altre, una nuova versione del brano Understanding e il brano cover di Sade Nothing Can Come Between Us inciso qui in versione solista, mentre nell'album Inspired del 2007, il cantante, nello stesso brano, tornava a duettare dopo più di vent'anni da Together con Amii Stewart, anche se le sessioni delle voci non furono incise insieme.
Muore a Roma il 30 gennaio 2009 all'età di 47 anni, all'Ospedale San Pietro Fatebenefratelli, a causa di un tumore ai polmoni. Sepolto al cimitero di Ponza, isola amata dall'artista, parte delle sue ceneri, ivi sono state sparse.

## Omaggi
Mike Francis "compare" nella versione italiana dell'episodio "Life's a glitch, then you die" dell'undicesima stagione dei Simpsons (nello speciale di Halloween La paura fa novanta X); nella versione originale la vera identità del personaggio era quella del comico statunitense Pauly Shore.
Esiste un brano di Mike Francis, My Love, usato dalla serie Love Bugs, trasmessa dai canali Mediaset, che tuttora non è mai stato pubblicato, di cui è reperibile in rete solo un breve estratto, così come rimangono ancora inediti i brani Anything You Need (reperibile in rete) e una versione in lingua inglese tuttora introvabile di Semmai (dell'album Francesco Innamorato del 1994), cantata nel film d’animazione “Titanic-la leggenda continua" del 1999, dal titolo Neverland. Un'ulteriore versione della cover di Van Morrison, Someone Like You, è scaricabile dal sito ufficiale del cantautore.
Nel 2010 la cantante Ana Flora pubblica un brano dal titolo Mania de Vocè, dove duetta con Mike Francis (la canzone è inclusa nell'album Poetica, ed è una rivisitazione in lingua portoghese e italiana del brano Bossa per Emilia, contenuta nell'album Inspired del 2007; le sessioni furono registrate separatemente. La sessione di Francis è del 2007).
Nel 2011 Paolo Di Sabatino e Grazia Di Michele dedicano a Mike Francis una ballata intitolata "Francesco", realizzando anche un video-clip. Nello stesso anno, viene pubblicata la raccolta con quattro CD Anthology. La più completa raccolta del cantautore, dove vengono inclusi anche brani mai pubblicati prima su CD ma editati solo su vinile. L'antologia è dovuta al lavoro minuzioso e di rimasterizzazione effettuato dal duo tedesco Blank & Jones. La grande amicizia tra il duo e Mike Francis, caratterizzò gli ultimi anni di carriera del cantautore, dove prestò la sua voce a brani composti o riarrangiati dal duo tedesco; tra i vari brani anche diverse versioni della hit Survivor e una riproposizione del pezzo Features of Love (So Eivissa), tutti inclusi nelle varie edizioni della serie Relax di Blank & Jones.
Nel 2017 Blank & Jones producono due nuovi remix, utilizzando la voce di Mike Francis nella cover di Features of Love (So Eivissa) (Runsq Mix) della raccolta Poolside Ibiza 2017 e nella cover di Nothing Can Come Between Us [Re-Mix] nella loro raccolta Milchbar Seaside Season 9.
Nel 2018 Blank & Jones producono una nuova versione del brano Still The Same utilizzando la voce di Mike Francis, inserendolo nella loro raccolta Relax 11.
Nel 2021 la Sony Music pubblica in edizione limitata, in vinile color arancio, un The Best (i brani sono tratti dalla raccolta rimasterizzata del cofanetto a tre CD del 2011); sempre nello stesso anno viene pubblicata una ristampa RCA (Sony Music) edizione limitata, in formato vinile 180 grammi color blu (o variante in giallo), del primo album del cantautore: Let's Not Talk About It del 1984. Durante il corso dell'anno il duo Blank & Jones inserisce una nuova versione del brano Someone Like You (Mike Salta & Mortale Remix) con la voce di Mike Francis, nelle loro pubblicazioni Milchbar, edizione Seaside Season 13.
Nel 2022 esce una ristampa RCA (Sony Music) edizione limitata, in formato vinile 180 g color blu, del secondo album del cantautore: Features del 1985. Nello stesso anno il gruppo Mystic Diversions pubblica un singolo digitale con tre versioni della cover di Chris Rea Josephine (Chris Coco Balearic Remix) con la voce di Mike Francis.

## Discografia

### Da solista
Album in studio
- 1984 - Let's Not Talk About It
- 1985 - Features
- 1986 - Mike Francis
- 1988 - Flashes of Life
- 1991 - Mike Francis in Italiano
- 1994 - Francesco Innamorato
- 1995 - A Different Air
- 1998 - Misteria
- 1999 - All Rooms with a View
- 2007 - Inspired

Album dal vivo
- 1990 - Live in Manila
- 1995 - The Very Best - Live

Raccolte
- 1987 - Songs 1
- 1992 - Classics
- 1998 - The Best of
- 1999 - I Grandi Successi - The Best of - Vol.2
- 2000 - I Grandi Successi Originali - Flashback
- 2009 - The Very Best of Mike Francis (All Was Missing)
- 2011 - Anthology
- 2011 - The Best of...

Singoli
- 1982 - Love Has Found You / Nightime Lady
- 1984 - Survivor / Late Summer Night
- 1984 - Let Me In
- 1985 - Together (con Amii Stewart) / Do It All Again
- 1985 - Features of Love / Upside Down
- 1986 - Iron It Out / You Can't Get Out of My Heart
- 1987 - Suddenly Back to Me / Suddenly Back to Me (Instrumental)
- 1987 - Dreams of a Lifetime / Body Thrill
- 1988 - Times Out of Time (Ext. Version) / Don't Start Givin' Up + Times Out of Time (Instrumental)
- 1988 - Still I'm Runnin' Back to You / Dusty Road
- 1991 - Se Tu Provi (Club Version) / Se Tu Provi (Piano version) + 4:30 A.M. Party
- 1992 - I Want You
- 1994 - Bellissimi Occhi Chiusi (Dub mix) / Bellissimi Occhi Chiusi (Remix) + Bellissimi Occhi Chiusi
- 2005 - Josephine (Express Deluxe Edit) + Josephine (Radio Edit) / Josephine (Tribute Remix) + Josephine (Tribute Radio Remix)

### Con i Mystic Diversions
- 2001 - Crossing the Liquid Mirror
- 2002 - Beneath Another Sky
- 2004 - Colours
- 2006 - From the Distance
- 2007 - Wave a Little Light